# Kydia
Kydia é um género botânico pertencente à família Malvaceae.